# Мокіно
Мо́кіно (рос. Мокино) — присілок у складі Білозерського району Курганської області, Росія. Входить до складу Новодостоваловської сільської ради.
Населення — 154 особи (2010, 200 у 2002).